# Coelachne friesiorum
Coelachne friesiorum är en gräsart som beskrevs av Charles Edward Hubbard. Coelachne friesiorum ingår i släktet Coelachne, och familjen gräs. Inga underarter finns listade i Catalogue of Life.